# Riu Muni
El Muni és un estuari al sud de la part continental (Mbini) de Guinea Equatorial. Part de la seva longitud formen part de la frontera amb el Gabon. Aquest estuari va donar el nom a aquesta part de la Guinea Equatorial quan fou colònia espanyola, Río Muni.